# Adils den mäktige

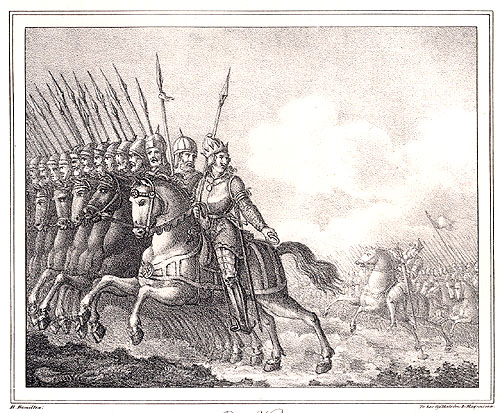
Kung Adils jagar Rolf Krake såsom Hugo Hamilton föreställde sig det år 1830.

Adils var en möjligen historisk sveakung med säte i Uppsala under 500-talet. Han var son till Ottar Vendelkråka. Han benämns även Adils den mäktige. Enligt Snorre blev Adils höglagd vid Gamla Uppsala.
Adils som person kan med visst fog anses vara historiskt belagd, eftersom han figurerar i olika skriftliga, såvitt vi vet från varandra oberoende, källor: Ynglingatal, Saxo Grammaticus danska historia och Beowulfkvädet. Kvaliteten på källorna anses dock vara låg och liksom för övriga svearegenter före år 1000 är faktaunderlaget angående Adils tämligen skralt. Han har därför betraktats som en ”sagokung".

## Enligt Snorre
Enligt Ynglingasagan var Adils son till Ottar Vendelkråka och efterträdde denne som sveakung. Han skall ha regerat länge och varit rik.  En sommar skall han varit i viking och härjat i Saxland, och där plundrat kungen Geirtjuvs gård. Han fick därifrån bland annat med sig en flicka som kallades Yrsa, som han senare kom att gifta sig med. 

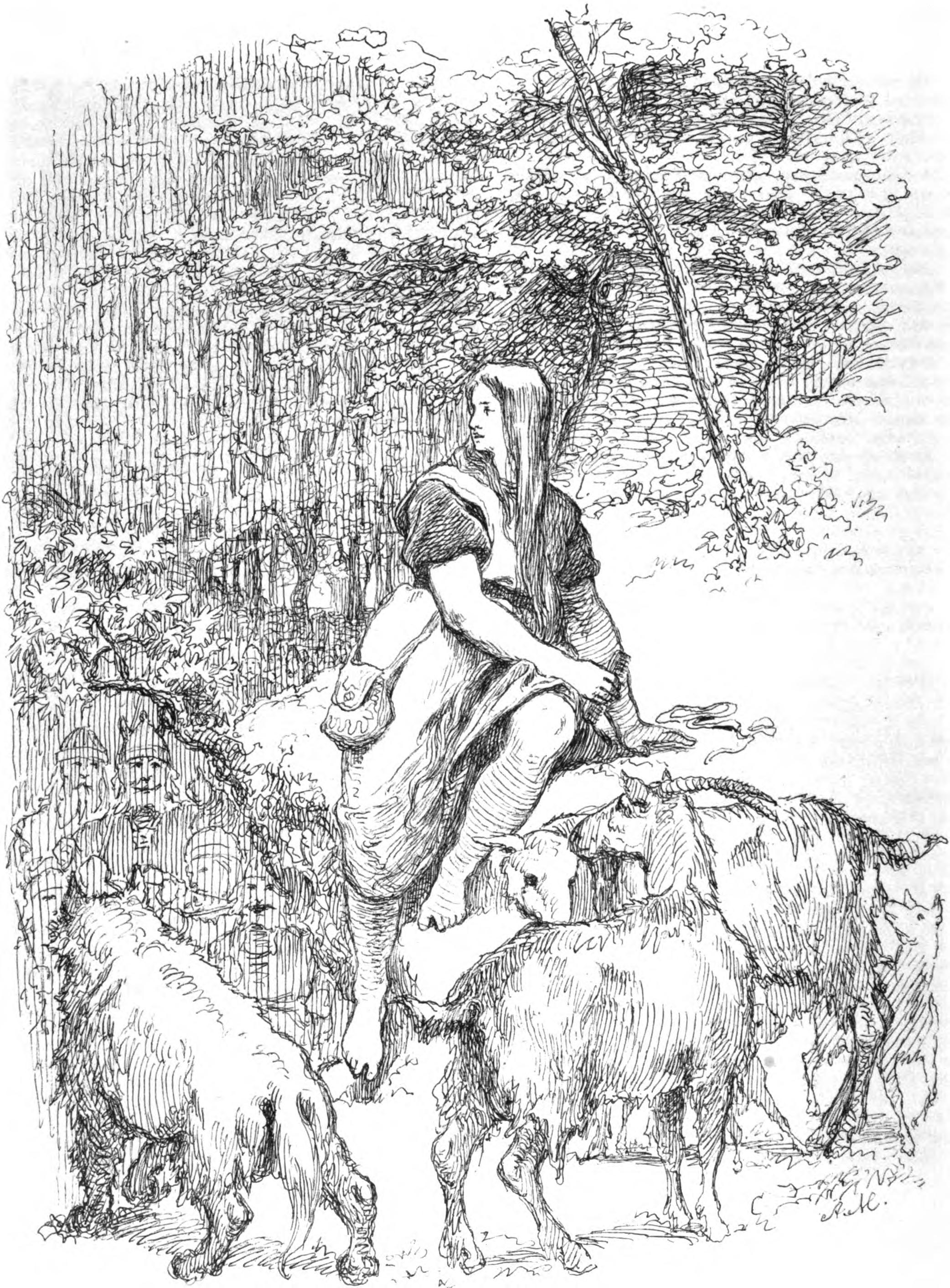
Drottning Yrsa såsom August Malmström föreställde sig henne år 1865.

När Adils anfölls av Helge Halvdansson så kunde han inte försvara sig, utan drog sig undan. Helge plundrade då, och tog bland annat drottning Yrsa med sig hem och fick med henne sonen Rolf krake. Efter en tid kom dock Yrsas mor Ålov till dem och berättade att Helge var Yrsas far, varpå Yrsa återvände till Adils. 
Adils skall ha kämpat flera gånger med den norske kungen Åle den oppländske, sista gången i Slaget på Vänerns is, där Åle stupade.
I sin Edda berättar Snorre också en del om Adils och Rolf krake: Adils skall ha begärt Rolfs hjälp mot Åle, och lovat försörja hans kämpar samt skänka honom vilka tre dyrgripar från Svitjod han än önskade. Rolf kunde inte själv komma, men sände sina tolv bärsärkar, däribland Bödvar Bjarke. Efter att striden var vunnen skall Adils ha tagit hjälmen Hildesvin och hästen Hrafn från Åle. Bärsärkarna begärde då som lön tre skålpund guld var, Hildesvin, brynjan Finnsleif och guldringen Sveagris. Adils vägrade dock betala. När Rolf fick höra detta drog han med sina bärsärkar till Uppsala för att kräva in sin lön. Adils mannar försökte bränna dem inne, men de undkom och Yrsa gav dem ett horn med guld samt Sveagris. Då kom dock Adils med sina kämpar och jagade över Fyrisvallarna mot deras skepp. Rolf spridde då ut guldet på marken, och Adils män stannade för att plocka upp det, medan Adils fortsatte jakten. Då kastade Rolf även ut Sveagris, och när Adils böjde sig för att med sitt spjut plocka upp den sade Rolf att han "svinböjt den mäktigaste av svearna". Denna händelse kom att bli en kenning: guld kallades Krakes eller Fyrisvallarnas sådd. Historien återberättas också mycket kortfattat i Ynglingasagan.
I Ynglingasagan meddelar Snorre också hur Adils skall ha tyckt om hästar, och upprepar uppgiften om hur han tog Hrafn i krigsbyte. Vid disablotet ett år skall han ha ridit runt i salen, men hästen snubblade, Adils föll av och spräckte skallen. Han efterträddes av sonen Eystein.

## Beowulfkvädet
Ett slag liknande det i Ynglingasagan finns också i Beowulfkvädet. Enligt Beowulfkvädet var Onela ("Ale") en farbror till Eadgils ("Adils") som usurperat den svenska tronen. Eadgils tog dock hjälp av geaterna som är det fornengelska namnet för götarna och lyckades med hjälp av dem erövra den svenska tronen. 